# Potência de áudio
Em equipamentos de áudio, potência de áudio, forma simplificada de potência de audiofrequência, é a potência elétrica transferida de um amplificador de audiofrequência]] para uma ou mais unidades de saída, conversoras de energia elétrica em energia mecânica (acústica, no caso), chamadas sonofletores,  altifalantes ou alto-falantes. É a medida em potência do sinal de áudio anteriormente convertido em sinal elétrico (ou eletrônico) e, agora, reconvertido ou recuperado na forma sonora, para os fins de utilização específica (audição). Trata-se, pois, de medida de fenômeno sensível de ondas mecânicas em um meio fluido, cuja percepção pelo ouvido humano dá-se de forma que se usa aproximar por modelos matemáticos logarítmicos (ver bel e decibel). Não se deve confundir, por isso, com potência acústica, com a qual pode ou não guardar efetiva relação conceitual e física. Com efeito, potência acústica pode ser resultante de um equipamento eletrônico de audiofrequência, porém não necessariamente (citem-se a voz humana, o rufo de um tambor, o som do vento etc.). O elemento distintivo essencial, nesse caso, é o foco da eventual origem acústica: será apenas acústica, se nenhum artefato eletrônico for a causa do som. Em caso contrário, falar-se-á em potência de áudio.
Potência de áudio é medida em unidades de potência. No Sistema Internacional de Unidades, mede-se naturalmente em watts. Pelo fato de referir-se a ondas e sinais comumente complexos em forma de onda, usa-se avaliá-la por meio de descritores de onda: valor médio, valor de pico, valor de pico-a-pico, composição espectral, distorção harmônica e outros. Costuma-se também atribuir-lhe (e até medir, com suporte normativo técnico oficial) um valor eficaz (ou RMS), o qual, embora seja apurável matematicamente, não tem sentido físico nem utilidade prática em análise das potências envolvidas no fenômeno de áudio.
É importante distinguir potência elétrica de áudio (ainda presente nos circuitos eletrônicos) de potência acústica de áudio. A razão desta para aquela é o rendimento energético do sistema sonofletor de conversão. Com efeito, apenas uma pequena porção da potência de audiofrequência em transferência é efetivamente convertida em potência acústica. A maioria dos alto-falantes comerciais são transdutores pouco eficientes, atingindo apenas cerca de 1% de eficiência energética. Os de mediana qualidade exibem entre 1% e 4% de eficiência energética. E mesmo os melhores não superam 20% de eficiência energética. O restante degrada-se em calor, principalmente na bobina de voz e no conjunto de magnetos. A principal razão disso é a dificuldade de se conseguir bom casamento de impedâncias entre a unidade de acionamento e a que irradia o som para o ar.

## Função potência
O sinal de audiofrequência na saída de um canal de amplificador de audiofrequência é, em decorrência das variações (modulações) havidas no conteúdo previamente convertido, usualmente variável. Expressa-se, por isso, corretamente, por funções de onda complexa (compostas de várias frequências), tipicamente variáveis no tempo, tanto para a tensão e para a corrente, como para a potência e a energia. Tais funções, em seu aspecto gráfico plano, apresentam formas características, ditas formas de onda e podem ser analisadas muito pormenorizadamente com o auxílio de transformadas de Fourier, quer no modo analítico, quer no de espectro de frequências. Contudo, podem ser também descritas por alguns indicadores característicos: valor médio, valor de pico, valor de pico-a-pico ou amplitude total etc.. O valor dito "potência RMS de áudio" é um equívoco conceitual,embora normatizado como tal. O que se chama, na prática, "potência RMS" é, em realidade, potência média.
No processo de conversão de energia elétrica na saída de um amplificador de áudio para um dado alto-falante, múltiplas, concomitantes e sucessivas conversões estão presentes: de energia elétrica para energia eletromagnética, desta para energia mecânica não sonora e, desta última, para energia sonora audível. Em todas essas conversões, há interveniência entrópica e, assim, parte da energia é "degradada" em energia térmica (calor). Isso se quantifica com o parâmetro "eficiência" em cada um dos estágios.
Os descritores de potência referidos (inclusive as eficiências) são importantes tanto na definição e especificação por parte de projetistas e de técnicos de audiofrequência, como na escolha por parte do cliente.

## Cálculos de potência

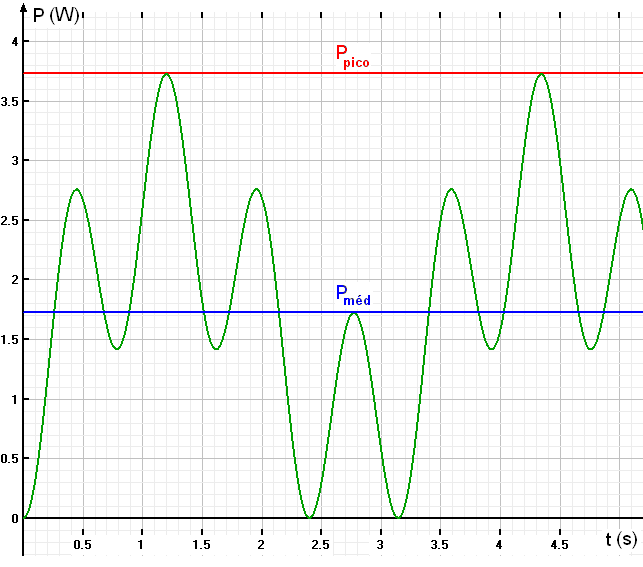
Um gráfico de potência instantânea versus tempo para uma forma de onda de potência com valor de pico P_{0} e valor médio P_{med}. O valor de pico pode ser dito um valor PMPO.

Como a potência de uma forma de onda variável com o tempo (qualquer forma, não alternada ou alternada, complexa ou simples CA) varia com o tempo, pode-se adequadamente medi-la (e a potência de áudio por ela representada) por meio do valor médio — a potência média, Pmed, dada pela fórmula:
{\displaystyle P_{\mathrm {med} }={\frac {1}{T}}\int _{0}^{T}v(t)\cdot i(t)\,dt\,}
Esta expressão é, com efeito, de imediata utilidade para análises de energia, já que:
{\displaystyle \Delta E=P_{\mathrm {med} }\cdot \Delta t\,}
que permite calcular a energia envolvida num intervalo de tempo {\displaystyle \Delta t\,}, quando a potência p(t) é dada pela função qualquer, contínua no intervalo em consideração.
Um equívoco chamado Potência RMS
Para uma carga puramente resistiva, uma expressão simplificada pode ser usada, baseada nos valores RMS das formas de onda da tensão aplicada e da corrente dai então obtida. Contudo, o valor assim calculado é de uma potência média  :
{\displaystyle P_{\mathrm {med} }=V_{\mathrm {RMS} }\cdot I_{\mathrm {RMS} }\,}
Ao se considerar uma carga resistivo-indutiva (RL), que é a melhor aproximação elétrica ideal para um alto-falante real, expressa-se a potência média em função dos valores RMS das formas de onda da tensão e da corrente, bem como do fator de potência (cos φ)). Também nesse caso calcula-se uma potência média. Tem-se:
{\displaystyle P_{\mathrm {med} }=V_{\mathrm {RMS} }\cdot I_{\mathrm {RMS} }\cdot \cos \phi \,}
Consequentemente, o produto de uma tensão eficaz (RMS) por uma corrente eficaz (RMS) não resulta uma potência eficaz (RMS), senão, tão unica (e corretamente) uma potência média. Tal confusão ainda é frequente até entre especialistas na área. Até mesmo entidades normativas oficiais incorrem nesse elementar equívoco, exibindo uma grandeza inútil.
Com efeito, os termos "potência RMS" e watts RMS são erroneamente empregados para descrever valores de potência que são potências médias, pelo demonstrado. Assim, por exemplo, um amplificador especificado como "100 watts RMS" oferece, em realidade, precisamente 100 watts em potência média! Isso, alem de demonstrado matematicamente, pode ser comprovado experimental ou empiricamente, por meio de medições adequadas com equipamentos adequados (osciloscópios, voltímetros, amperímetros, analisadores de espectro de frequência etc.). E varia com a forma de onda: com sinais musicais, a potência real total pode ser menor; com uma onda quadrada, será algo maior.
No caso de um tom senoidal em regime permanente (não necessariamente musical) aplicado a uma carga puramente resistiva, a potência pode ser calculada a partir do valor de pico da forma de onda de tensão (que, em caso de medição com osciloscópio, é mais fácil, imediato e intuitivo de apurar), bem como da própria resistência da carga em questão. Para tanto utiliza-se a seguinte expressão reportada ao valor de pico (que é equivalente à escrita em função dos valores RMS):
{\displaystyle P_{\mathrm {med} }={\frac {V_{\mathrm {pico} }^{2}}{2R}}={\frac {V_{\mathrm {RMS} }^{2}}{R}}=V_{\mathrm {RMS} }\cdot I_{\mathrm {RMS} }\,}
Essa aproximação é válida ao se considerar um alto-falante como sendo uma carga puramente resistiva, o que, a rigor, não é verdadeiro, pois, pelo fato de ser constituído por bobinas, apresenta necessariamente as características tanto de um resistor, como também de um indutor. Também se lhe podem associar valores de capacitância ditos "parasitas" (pois que não essenciais), porém em casos especiais.
- Um exemplo de cálculo

Um amplificador push-pull de eficiência 100%, com fonte de alimentação de 12 V pico-a-pico, pode transferir um sinal de valor de pico de 6 V. Se esse sinal for aplicado a um alto-falante de 8 Ω (ver Impedância elétrica, produzirá uma potência de valor dado por:
Ppico = (6 V)2 / 8 Ω = 4,5 watts, em valor de pico instantâneo.
Se esse sinal é senoidal, seu valor RMS é 6 V × 0,707 = 4,242 V(RMS). Essa tensão (o sinal), aplicada na carga de 8 Ω prover-lhe-á uma potência de:
Pméd = (4,242 V)2 / 8 Ω = 2,25 watts, em valor médio, impropriamente dito RMS.

## Médio,RMSePMPO
Aparelhos de som exibem, por canal de saída de áudio, valores de potência sonora variáveis, em função da variação do que está sendo transferido e reproduzido. Pode-se aferir a magnitude dessa saída por meio de valores de potência média. Usa-se também apresentá-la num valor dito "potência eficaz" ou "potência média quadrática" (RMS, do inglês Root Mean Square). Contudo, o que se denomina praticamente "potência RMS" é, em realidade, "potência média", pois resulta do produto de valores RMS de corrente e de tensão, conforme já foi demonstrado em detalhes acima. Embora se possa calcular matematicamente um valor RMS para a potência, este carece de significado prático, logo de utilidade prática. Efetivamente, não há uso justificável de "potência RMS" em cálculos energéticos, como claramente o há para potência média.
Assim, pois — e conforme expressamente afirmado — pode-se definir e calcular sobre uma função de potência periódica p(t), de período T, um valor eficaz dado por:
{\displaystyle P_{\mathrm {RMS} }={\sqrt {{1 \over {T}}{\int _{T_{1}}^{T_{2}}{[f^{2}(t)]}\ dt}}}}, expressão correta e exata para o valor RMS de p(t) (potência RMS), porém sem significado físico aproveitável, sem qualquer aplicação prática, logo, sem utilidade.
Além disso, usa-se também apreciar os valores instantâneos máximos (ou de pico): são os valores PMPO. Valores PMPO (Peak Music Power Output) são valores instantâneos de potência, havidos em intervalos de tempo mínimos e não contínuos numa dada saída de áudio. Embora um valor PMPO inegavelmente seja uma figura de mérito útil na apreciação das características de saída por canal de áudio, não representa, por si só, toda a "capacidade de potência" dessa saída. Até porque cada equipamento tem as suas características eletrônicas (e sonoras) próprias, não havendo uma relação definida, linear, muito menos única, entre o valor PMPO e o valor médio (ou entre o valor PMPO e o valor RMS, como é comum — embora equivocado, conforme já exposto antes). Com efeito, entre os equipamentos de tecnologia atual, acham-se razões PMPO / RMS (entenda-se corretamente PMPO / Pméd) entre 5 e 20. Um valor médio aceitável para essa razão, quando não se dispõe de informação do fabricante, é 10.
Fabricantes de sistemas de áudio utilizam esse termo (PMPO) com especial ênfase por razões bastante óbvias: querem indicar um aparelho de potência (contínua ou firme) mais elevada, o que tem um apelo ou significado mercadológico (ou de marketing) muito expressivo, incrementando maior colocação no mercado notadamente junto ao público consumidor leigo. Entre especialistas, tal termo é conhecido com o seu real significado e, portanto, apresenta a conveniente utilidade despida de apelos secundários.
Sob o aspecto normativo, é importante esclarecer que ainda não é uma medida padronizada e é muito utilizada para fins de marketing, com o intuito de divulgar potências exageradamente altas, pois expressam uma potência que o aparelho pode fornecer em intervalos de tempo muito curtos. Por vezes, tão curto que é impossível distinguir o som reproduzido, que mais se assemelha a um estalo. Desse modo, a potência PMPO não representa a capacidade do aparelho em funcionamento normal. Portanto, seu uso não é recomendado como aferidor de capacidade de áudio de equipamentos, preferindo-se o valor de potência médio, impropriamente dito RMS.
- Curvas "potência versus tempo"

Para se apreciar adequadamente a feição da potência de áudio numa dada saída, será preciso recorrer à curva característica "Potência versus tempo". Na verdade — e a bem do rigor — devem-se examinar famílias de curvas características tais, uma para cada frequência de uma série normatizada. Também poderá o fabricante apresentar curva característica para alguns sinais normalizados de gêneros musicais bem definidos. De posse dessa informação, o profissional especializado em áudio (e, numa certa medida, também o usuário leigo) poderá extrair, se desejar, o comportamento em situações de pico, em potência e em tempo. Um comportamento assim realizado estará, pois, livre de apelos apenas mercadológicos e, consequentemente, de informações tendenciosas e escassamente significativas sob a ótica técnica. Por permitir apreciação completa das características de resposta em potência nas situações citadas, as curvas "potência versus tempo" fornecerão elementos valiosos tanto para projetos de áudio quanto para diletantismo pessoal.
- Exemplos Práticos:
  - Um aparelho com potência de 1 RMS é capaz de gerar um som constante com cerca de 90 decibéis (equivalente a uma pessoa gritando) à um metro de distância;
  - Um aparelho com potência de 100 RMS é capaz de sonorizar, com folga, um salão de festas de 350 m² em um evento para 150 pessoas.
- Normas de Referencia:
  - ABNT NBR IEC 60268-3:2010 - Equipamentos de sistemas de som - Parte 3: Amplificadores[6]: Essa parte da ABNT NBR IEC 60268 aplica-se aos amplificadores analógicos e às partes analógicas deamplificadores analógicos/digitais, que fazem parte de um sistema de som para aplicações profissionais ou domésticas. Ela especifica as características que convém que sejam incluídas em especificações de amplificadores, assim como os métodos de medição correspondentes.
  - ABNT NBR 10307:1988  - Transformadores de faixa larga e grande potência - Especificação[7]: Essa Norma refere-se a transformadores de faixa larga, transmitindo potência superior a 100 W, com exceção dos casos de transformadores de modulação, indutores e transformadores excitadores ("Driver") para classes AB, eamplificadores classe B onde a potência fornecida pode ser menor ou igual a 100 W, bem como acima de 100 W. Nesta Norma estão incluídos guias para aplicação e procedimentos de ensaios. Os Anexos contêm certos cuidados e práticas normalizadas. Nesta Norma são incluídos dados para utilização no projeto de amplificadores por realimentação e circuitos de controle, e outros nos quais o conhecimento da resposta de amplitude, fase e freqüência constituam elementos necessários ao projetista de sistemas. Estes transformadores são utilizados para transformar tensões dentro de tolerâncias especificadas de amplitude e de fase ao operarem entre impedâncias especificadas. Os tipos específicos de transformadores aos quais esta Norma se aplica são os descritos de 1.1 a 1.1.12.

## Ondas complexas
Sistemas de audiofrequência usualmente operam com sinais representados por ondas complexas de tensão, de corrente, de potência e de energia. A análise de circuitos eletrônicos (e os equivalentes acústicos) cujos sinais sejam ondas complexas torna-se, pois, imprescindível. Isso é feito de forma elegante e precisa com o auxílio do teorema da superposição e da análise de Fourier.
Considere-se, pois, um sinal complexo de audiofrequência (onda complexa de áudio) em transcepção. Sejam v(t) e i(t), respectivamente, as funções de onda complexa em tensão e em corrente a representá-la no seu aspecto elétrico (antes da conversão que se dá nos alto-falantes). A análise de Fourier de ambas as funções de onda, tensão e corrente, permite expressá-las da forma seguinte:
{\displaystyle (S_{N}f)(w.t)={\frac {a_{0}}{2}}+\sum _{n=1}^{N}\,[a_{n}\cos(n.w.t)+b_{n}\sin(n.w.t)],\quad n\geq 0.}
expressão em série, dita série de Fourier, na qual, para cada função ƒ(w.t) periódica de período 2π, integrável em [−π, π], os coeficientes an e bn são:
{\displaystyle a_{n}={\frac {1}{\pi }}\int _{-\pi }^{\pi }f(t)\cos(nt)\,dt,\quad n\geq 0}
e
{\displaystyle b_{n}={\frac {1}{\pi }}\int _{-\pi }^{\pi }f(t)\sin(nt)\,dt,\quad n\geq 1}
denominados coeficientes de Fourier para ƒ(w.t).
Os desenvolvimentos em série acima aplicam-se a ambas as funções v(t) e i(t), de sorte que, ao serem multiplicados os vários pares, resultam:
{\displaystyle P_{\mathrm {med} }=V_{\mathrm {1(RMS)} }\cdot I_{\mathrm {1(RMS)} }\cdot \cos \phi _{\mathrm {1(RMS)} }+V_{\mathrm {2(RMS)} }\cdot I_{\mathrm {2(RMS)} }\cdot \cos \phi _{\mathrm {n(RMS)} }+(\cdot \cdot \cdot )+V_{\mathrm {n(RMS)} }\cdot I_{\mathrm {n(RMS)} }\cdot \cos \phi _{\mathrm {n(RMS)} }\,}
que pode ser reescrito na forma compacta em notação de somatório recorrente:
{\displaystyle P_{\mathrm {med} }=\sum _{i=1}^{n}\,[V_{\mathrm {i(RMS)} }\cdot I_{\mathrm {i(RMS)} }\cdot \cos \phi _{\mathrm {i(RMS)} }],\quad n\geq 0.}
Esse resultado é absolutamente geral, pois contempla uma forma de onda complexa genérica. Deixa, portanto, perfeitamente claro que, realizada a superposição dos vários sinais componentes dos sinais complexos originais de tensão e de corrente, todos os produtos indicados [Vi(RMS).Ii(RMS).cos φi(RMS)] são, todos eles, parcelas de potência média, a comporem a potência média total da onda complexa final. Essa demonstração, portanto, esclarece inteiramente o assunto, com a fundamentação matemática necessária e suficiente, e, assim, permite eliminar toda a confusão conceitual causada pela introdução indevida da ideia de algo como uma "potência RMS", em favor da utilização correta e útil da potência média.